# Proteine S100
Le proteine S100 sono una famiglia di proteine a basso peso molecolare presente nei vertebrati, caratterizzate da due siti di legame per il calcio con struttura elica-ansa-elica (EF-hand). Esistono almeno 21 tipi di proteine S100. Il nome S100 deriva dalla solubilità al 100% di queste in solfato d'ammonio a pH neutro.

## Struttura
La maggior parte delle S100 presentano una struttura omodimerica, cioè due polipeptidi identici legati tra loro da legami non covalenti. Sebbene le S100 siano strutturalmente simili alle calmoduline, si differenziano da queste in quanto sono cellula-specifiche, espresse in particolari cellule a diversi livelli a seconda di fattori ambientali. Le calmoduline, invece, sono recettori per il Ca2+ ubiquitari e universali, presenti in molte cellule.

## Funzione normale
Le S100 sono normalmente presenti in cellule derivate dalla cresta neurale (cellule di Schwann, melanociti e cellule della glia), nei condrociti, adipociti, cellule mioepiteliali, macrofagi, cellule di Langerhans e nelle cellule dendritiche.
Le proteine S100 sono implicate in varie funzioni intracellulari ed extracellulari. Sono altresì coinvolte nella regolazione della fosforilazione delle proteine, dei fattori di trascrizione, nella omeostasi del Ca++, nella dinamica dei costituenti del citoscheletro, nelle attività degli enzimi, nella crescita e differenziazione delle cellule, e nella risposta infiammatoria.

## Patologia
Alcuni componenti della famiglia delle S100 sono utili come marcatori per certi tumori e per la differenziazione delle cellule in senso epidermico. Possono essere trovati nei melanomi, nei tumori maligni della guaina dei nervi periferici, negli schwannomi, nelle cellule stromali del paraganglioma e nei sarcomi a cellule chiare.

## Geni
- S100A1, S100A2, S100A3, S100A4, S100A5, S100A6, S100A7, S100A8, S100A9, S100A10, S100A11, S100A12, S100A13, S100A14(S100A14), S100A15(S100A15), S100A16
- S100B
- S100P
- S100Z(S100Z)